# Reprezentacja Islandii w hokeju na lodzie kobiet
Reprezentacja Islandii w hokeju na lodzie kobiet – narodowa żeńska reprezentacja tego kraju. Obecnie znajduje się na 28 miejscu w rankingu IIHF. Aktualne występuje w drugiej dywizji.

## Starty wMistrzostwach Świata
- 2005 –30 miejsce (4. miejsce w IIV dywizji)
- 2007 –32 miejsce (5. miejsce w IIV dywizji)
- 2008 –28 miejsce (1. miejsce w IIV dywizji, awans do dywizji III)
- 2009 – Dywizja trzecia odwołana
- 2011 –28 miejsce (3. miejsce w IIV dywizji)
- 2012 –30 miejsce (4. miejsce w IIB dywizji)
- 2013 –30 miejsce (4. miejsce w IIB dywizji)
- 2014 –30 miejsce (4. miejsce w IIB dywizji)
- 2015 –30 miejsce (4. miejsce w IIB dywizji)
- 2016 –29 miejsce (3. miejsce w IIB dywizji)
- 2017 –30 miejsce (4. miejsce w IIB dywizji)
- 2018 –30 miejsce (3. miejsce w IIB dywizji)
- 2019 –31 place (3. miejsce w IIB dywizji)
- 2020 –30 miejsce (2. miejsce w IIB dywizji)
- 2022 –27 miejsce (1. miejsce w IIB dywizji)
- 2023 –27 miejsce (5. miejsce w IIA dywizji)
- 2024 –27 miejsce (5. miejsce w IIA dywizji)

## Starty w Igrzyskach Olimpijskich
Islandki nigdy nie zakwalifikowały się do Igrzysk Olimpijskich.